# Лещево (озеро, Карелия)
Лещево (Лешево) — пресноводное озеро на территории Куземского сельского поселения Кемского района Республики Карелии.

## Общие сведения
Площадь озера — 1,7 км², площадь водосборного бассейна — 208 км². Располагается на высоте 15,3 метров над уровнем моря.
Форма озера продолговатая: оно более чем на три километра вытянуто с севера на юг. Берега изрезанные, каменисто-песчаные, местами заболоченные.
Через озеро течёт река Ундукса, впадающая в Белое море.
В озере расположено не менее пяти безымянных островов различной площади.
Населённые пункты и автодороги вблизи водоёма отсутствуют.
Код объекта в государственном водном реестре — 02020000711102000003405.